# Major League (film)
Major League is een Amerikaanse sport-komediefilm uit 1989 onder regie van David S. Ward.

## Verhaal
Voormalig showgirl in Las Vegas, Rachel Phelps, erft de honkbalclub Cleveland Indians na de dood van haar man. Ze wil de franchise naar Miami verplaatsen, maar de enige manier waarop zij onder het contract met de stad Cleveland uitkomt is wanneer het bezoekersaantal onder de 800.000 komt. Hierom wil ze een team opstellen dat zo slecht is dat de toeschouwers de tribunes zullen verlaten. Wanneer het team er achter komt wat het doel van Phelps is, besluiten ze terug te vechten.

## Rolverdeling
| Acteur           | Personage                 |
| ---------------- | ------------------------- |
| Tom Berenger     | Jake Taylor               |
| Charlie Sheen    | Ricky "Wild Thing" Vaughn |
| Corbin Bernsen   | Roger Dorn                |
| Margaret Whitton | Rachel Phelps             |
| James Gammon     | Lou Brown                 |
| Rene Russo       | Lynn Weslin               |
| Bob Uecker       | Harry Doyle               |
| Wesley Snipes    | Willie Mays Hayes         |
| Charles Cyphers  | Charlie Donovan           |
| Chelcie Ross     | Eddie Harris              |
| Dennis Haysbert  | Pedro Cerrano             |
| Andy Romano      | Pepper Leach              |
| Steve Yeager     | Duke Temple               |
| Pete Vuckovich   | Clu Haywood               |
| Willie Mueller   | Duke Simpson              |
| Stacy Carroll    | Suzanne Dorn              |